# Талья (податок)
Та́лья, також Тайль (фр. taille) — прямий земельний податок, яким обкладалися селяни й інші недворяни у Франції за старого режиму. Податком обкладалося кожне господарство залежно від розмірів земельної ділянки, якою воно володіло. Спочатку це був «надзвичайний податок», що збирався в скрутні для уряду часи, а з 1439 став постійним через потреби французької армії, яка вела бойові дії проти англійців у рамках Столітньої війни. Тоді ж талью збільшили втричі, що стало однією з причин повстання герцогів під назвою Прагерія.
1680 року була введена відкупна система збирання тальї, за якою держава продавала право збирати податок в руки приватних осіб. Такий хід забезпечив постійне надходження коштів до державної скарбниці, але разом із тим створив ґрунт для зловживань відкупниками, які зробили талью найбільш ненависним символом старого режиму, хоч у дійсності вона раз у раз знижувалася Людовиком XIV та його наступниками, які перекладали тягар на непрямі податки. В роки Великої французької революції талья була скасована.